# Генеральные кортесы Португалии
Генеральные кортесы Португалии (порт. Cortes Gerais; до 1911 года Cortes Geraes) был законодательным органом (парламентом) Королевства Португалия в период конституционной монархии. Кортесы были учреждены в соответствии с положениями Конституции Португалии 1822 года в качестве однопалатного парламента. Однако Конституционная Хартия 1826 года реформировала Генеральные кортесы как двухпалатный парламент, с Палатой достойнейших пэров в качестве его верхней палаты и Палатой депутатов (Палата джентльменов-депутатов португальской нации) в качестве нижней палаты.
Название законодательного органа происходит от традиционного португальского Кортеса (парламента), созывавшегося во время абсолютной монархии, в который входили три сословия.

## История
В 1820 году, после либеральной революции, проведения выборов в кортесы и утверждения конституции Португалии 1822 года, начался исторический период, названный Конституционной монархией, которая поддерживала реальную власть параллельно с организацией политической власти, основанный на Конституции, которая защищала либеральные принципы национального суверенитета, полного политического представительства, разделения и независимости законодательной, исполнительной и судебной власти. Монарх был «главой государства», который назначал премьер-министра. Законодательная власть принадлежала Генеральным кортесам. Король обладал ограниченной властью, хотя и формально утверждал «законы всех дел Королевства», что можно увидеть в выступлениях на открытии кортесов в каждом законодательном органе — тронной речи. Он также имел право применять санкции к законам, принятым судами, и право вето. Конституционная монархия просуществовала до 1910 года и обнародовала еще 2 конституционных текста: Конституционную хартию, предоставленную Педро IV в 1826 году, одобрение которой не прошло через кортесы и которая учредила Палату достойнейших пэров наряду с Палатой депутатов; и Конституция 1838 года, которая изменила Палату пэров в Палату сенаторов. В 1842 году Палата пэров была восстановлена и существовала вплоть до провозглашения республики.